# Hanna Dmyterko

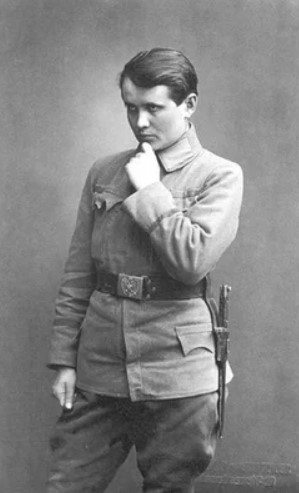
Hanna Dmyterko (1917)

Hanna Petriwna Dmyterko (ukrainisch Ганна Петрівна Дмитерко, * 9. Februar 1893 in Pidberiszi, Galizien; † 3. April 1981 in Edison, USA) war eine ukrainische Unteroffizierin und Pädagogin.

## Biografie
Sie wurde an einem Lehrerseminar ausgebildet und war Mitglied im Ukrainischen Pfadfinderbund, wo sie unter der Führung des Beamten Iwan Tschmola eine Militärausbildung erhielt. Laut Dmyterkos Meinung konnte die Unabhängigkeit der Ukraine nur durch Waffen erlangt werden, daher sah sie den Ersten Weltkrieg als Gelegenheit an.
Dmyterko trat der Ukrainischen Legion unter Österreich-Ungarn mit dem Ziel bei, die ukrainischsprachigen Territorien vom Russischen Kaiserreich zu befreien. Sie erfüllte an der Ostfront mehrere medizinische und Verwaltungsaufgaben. Als Mitglied des Kurin des Kommandeurs Hryhorij Kossak nahm sie an Schlachten bei Lyssowytschi (Rajon Stryj) und an der Strypa teil.
Nach der Gründung der Westukrainischen Volksrepublik schloss sie sich der Ukrainischen Galizischen Armee an, nahm am Polnisch-Ukrainischen Krieg als Teil der 1. Brigade der Ukrainischen Sitschower Schützen teil, wurde zum Korporal befördert und erhielt Medaillen. Außerdem traf sie den Unteroffizier Wassyl Ratytsch, den sie 1919 heiratete. Im selben Jahr beendete sie ihre militärische Karriere.
In der Zwischenkriegszeit arbeitete Dmyterko als Lehrerin in Rohatyn, war Mitglied mehrerer Organisationen der ukrainischen Gemeinde, darunter die Proswita und initiierte die Gründung eines Kurses an der Nationalen Mykola-Lyssenko-Musikakademie in Lwiw.
Die neuen Behörden, die während der sowjetischen Besetzung Galiziens an die Macht gekommen waren, drohten ihrer Familie mit Deportation, da sie ein „unerwünschtes intelligentes Element“ war, jedoch wurde dies durch den Einmarsch  der deutschen Wehrmacht in Galizien verhindert. 1944 wanderte ihre Familie nach Bayern aus und fünf Jahre später in die USA.
In den USA organisierte Dmyterko Zweigstellen des Ukrainischen Pfadfinderbunds für andere Immigranten und Immigrantinnen.

## Privates
Dmyterko hatte vier Kinder. Eines davon war Olena Stepaniws Patenkind. Im Zweiten Weltkrieg dienten zwei ihrer Söhne in der 1. Galizischen Division der Waffen-SS. Einer von ihnen war bei einer Schlacht gegen die Rote Armee bei Brody gefallen.